# Camp de Sètfonts
El camp de Sètfonts fou un camp de concentració situat a Sètfonts (Tarn i Garona) creat el 25 de febrer de 1939 pel govern d'Édouard Daladier per tal de descongestionar els camps de refugiats d'exiliats republicans a la Catalunya del Nord i que posteriorment esdevingué un camp de concentració de jueus francesos.

## L'origen: camp de concentració republicà
El 27 de febrer de 1939 es va establir el camp a les esplanades de Lalande i Judes, a un quilòmetre del terme municipal i s'hi destinaren un miler de guàrdies mòbils d'infanteria i soldats senegalesos. Del 5 al 12 de març hi arribaren uns 2.500 refugiats espanyols (entre ells el pare del compositor Esteve Roda i Gil), que arribaren a 16.000 el 20 de març. Uns altres refugiats destacats són Bonaventura Trepat Samarra i Josep Marti Aleu que van realitzar varies pintures  que encara es poden trobar a l’ajuntament i a l’ església del poble, i a qui se’ls va dedicar un carrer (Trepat Martí).
Els internats organitzaren diverses activitats (teatre, una orquestra i un taller de pintura) i es crea un comitè del Partit Comunista d'Espanya. L'exèrcit hi organitzà grups de treballadors per al manteniment del campament i per a realitzar treballs d'excavació en el campament militar de Cailutz. Reconeixent l'enorme reserva de mà d'obra que representaven els refugiats, el govern els oferí la possibilitat d'abandonar el camp de concentració a França mitjançant la signatura d'un contracte. Centenars d'espanyols foren empleats com a treballadors agrícoles a tot el departament. D'altres foren seleccionats per les seves qualificacions, i foren transferits a camps especials i contractats en la indústria.
Els espanyols que restaven al camp hi foren evacuats entre febrer i març de 1940. Depenent de les seves habilitats laborals, la seva salut i el seu comportament, els refugiats foren traslladats a altres camps al sud-oest. El 15 de febrer s'hi constituïren 4 companyies de treballadors estrangers, i només dues es mantenen al camp.
Finalment, el 15 de març de 1940 esdevingué un Centre de Reclutament per a Estrangers que es volguessin allistar als «Régiments de Marche de Volontaires Etrangers». Una part del camp fou posada a disposició de l'exèrcit polonès a França, i hi foren instruïts uns 800 homes, que foren enviats a les forces aèries i destinats a l'aeroport de Lyon-Bron.
Al poble hi resta un cementiri- monument exclusiu de republicans espanyols, molts d’ells catalans, aragonesos i valencians que es pot visitar, amb més de 80 tombes i també hi ha una casa de la memòria històrica anomenada la Mounière .

## Camp de concentració de voluntaris estrangers
Després de la signatura de l'armistici del 22 de juny de 1940 entre França i el Tercer Reich, l'exèrcit francès utilitzà el camp com a centre per a la desmobilització dels voluntaris estrangers. El ministre de Treball de Vichy hi constitueix nous grups de treballadors estrangers, inclòs el 302è grup format per jueus.
El 2 de gener de 1941 fou creat novament com a camp de selecció i concentració, dependent del Ministeri de l'interior de la França de Vichy. El recinte conté sis casernes i és aïllat per una tanca de punxes de filferro, alhora que els seus ocupants seran "estrangers redundants en l'economia departamental". El govern de Vichy hi va crear un "centre especial destinat als oficials dels exèrcits dels antics aliats que hagin intentat sortir de França clandestinament". Els militars belgues i polonesos, detinguts i jutjats, són confinats a Sètfonts d'abril a juliol 1941.
Tanmateix, el 28 de maig de 1941 fou desmantellat el camp de selecció. Els interns foren enviats a la Catalunya del Nord i a l'Alta Garona i només es manté un illot de seguretat per als "estrangers perillosos" del departament. Cap al febrer de 1942, però, només hi restava un centenar d'internats i l'u de juliol fou clausurat.

## Camp de concentració de jueus i estrangers
El juliol de 1942, sota el pla del govern per a mantenir l'ordre, un es va crear al camp un "centre de concentració de gent perillosa". A poc a poc hi seran transferits els jueus de la 302a Companyia. El 24 d'agost de 1942 uns 84 d'ells foren conduïts a l'estació de Cauçada, des d'on foren enviats al camp de concentració nazi d'Auschwitz via Drancy. El 26 d'agost 211 jueus estrangers (homes, dones i nens) foren detinguts per la policia i internats al camp, i la nit del 2 al 3 de setembre foren enviats a Auschwitz via Drancy des de l'estació de Cauçada.
La 302a Companyia de Treballadors Estrangers va restar confinada al camp fins a l'Alliberament. Segons un recompte fet pels alemanys el 1943, hi havia uns 70 jueus. Els interns eren sotmesos a disciplina militar i eren emprats en treballar la terra i el manteniment del campament.
El camp de Sètfonts fou emprat per darrera vegada després de l'alliberament per a l'internament dels francesos acusats de col·laboració. Fou tancat definitivament l'1 de maig de 1945.